# Airplane Bungalow

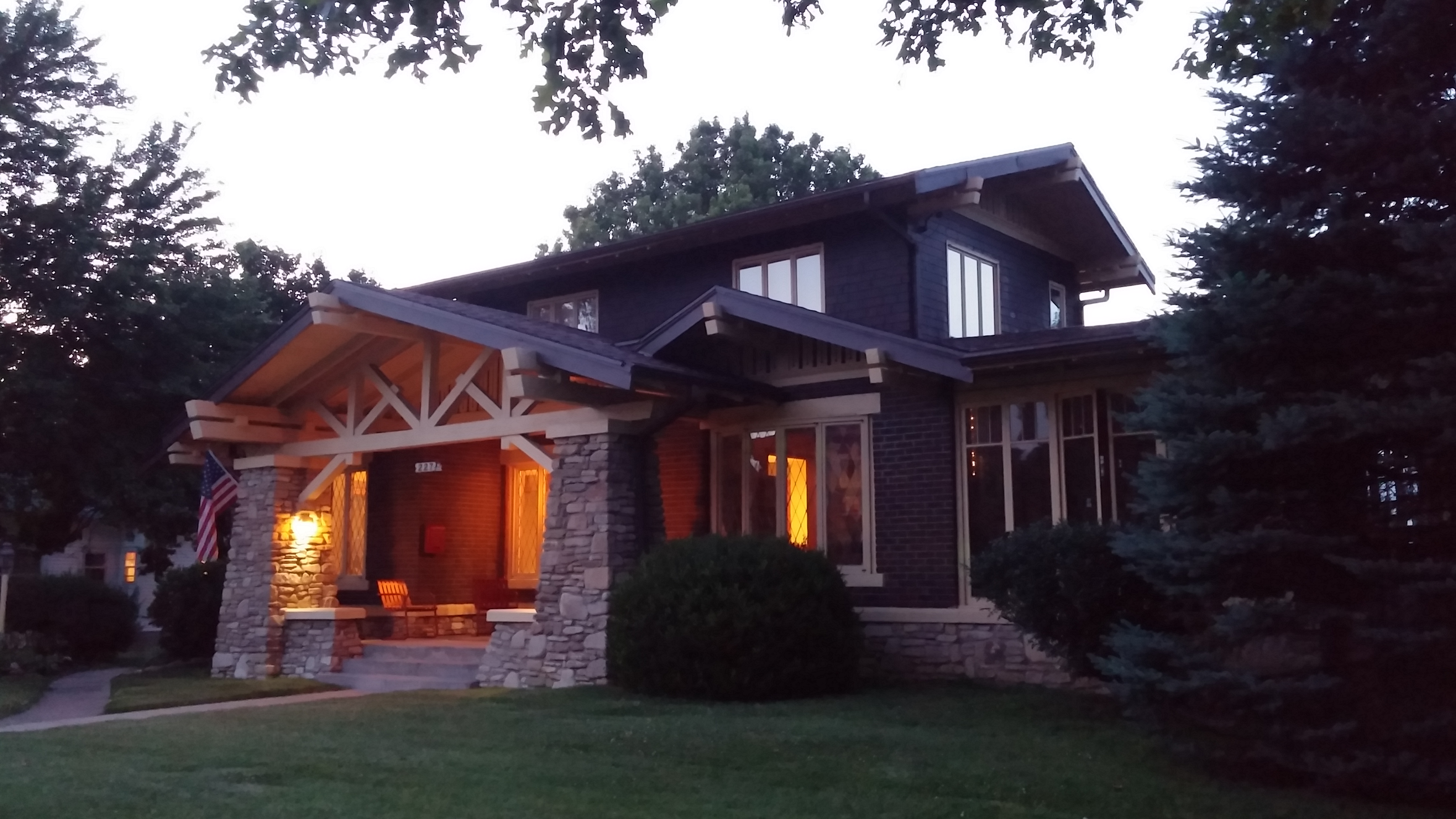
Casa estilo Airplane Bungalow en Aurora, Misuri.

El Airplane Bungalow es un estilo residencial de Estados Unidos que data de principios del siglo XX, con raíces en el movimiento Arts and Crafts, y elementos también comunes al estilo American Craftsman y Prairie School. Fue más popular en la mitad occidental de Estados Unidos y en el suroeste de Canadá.
Las similitudes generales con el California bungalow incluyen techos a dos aguas de pendiente baja con aleros de gran tamaño y vigas expuestas que crean un efecto de dosel y bandas de ventanas. En la mayoría de los relatos, la característica especial de los airplane bungalows es una habitación individual en el segundo piso, rodeada de ventanas, que se dice que se asemeja a la cabina de un avión, y diseñada como un dormitorio en el clima de verano con acceso completo a la brisa.

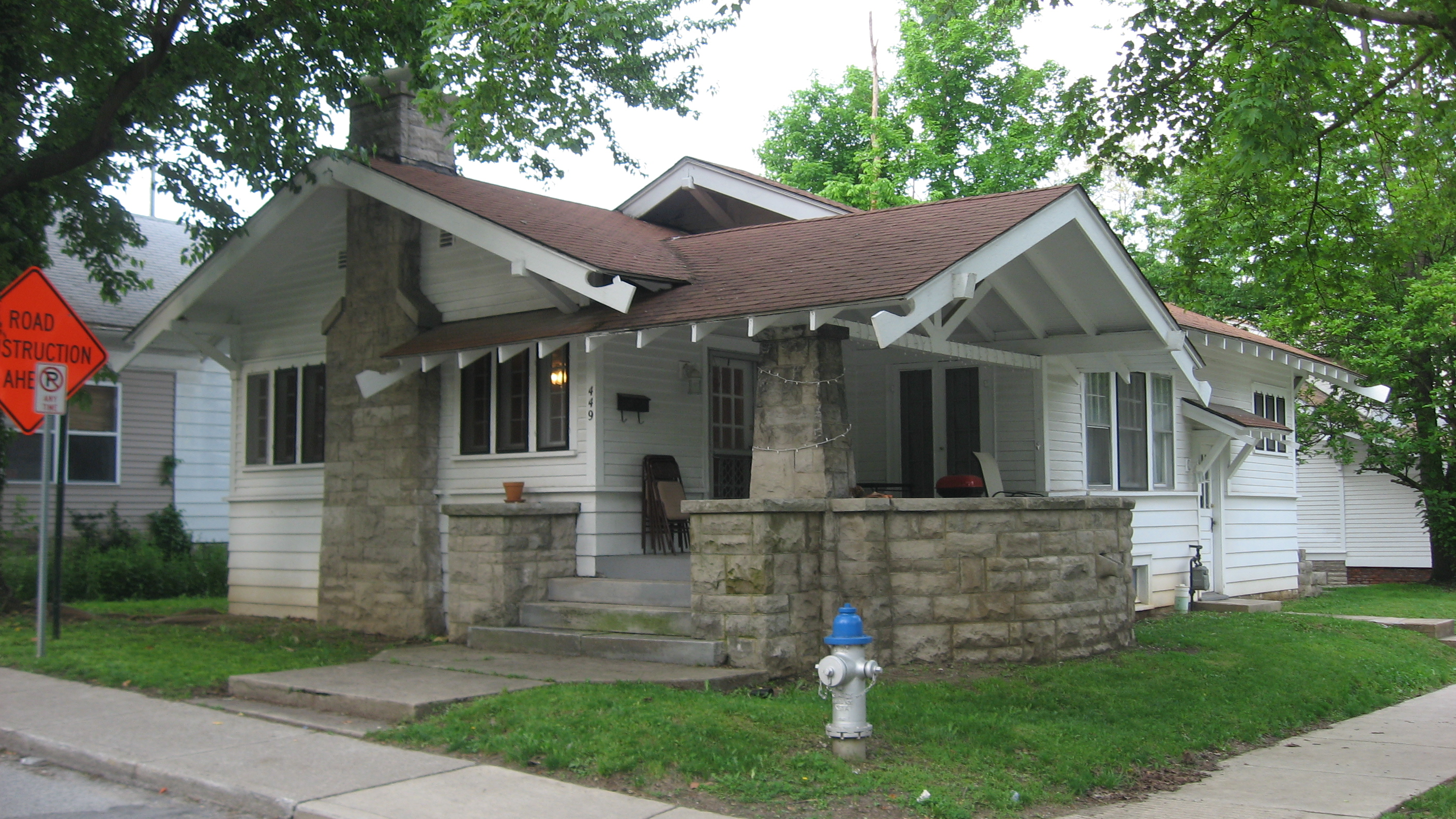
Casa estilo Airplane Bungalow en Bloomington, Indiana.

Un ejemplo temprano es Pleasance House en Echo Park, Los Ángeles que data de 1914. El estilo se describe como una variación del estilo Craftsman, caracterizado por "su segundo piso 'emergente'; techo a dos aguas de pendiente baja con aleros anchos y miembros estructurales expuestos; revestimiento de tablillas de madera; ventanas de madera (principalmente de doble guillotina, con algunos tripartitos, fijos y abatibles) y un prominente porche de entrada frontal que sobresale".

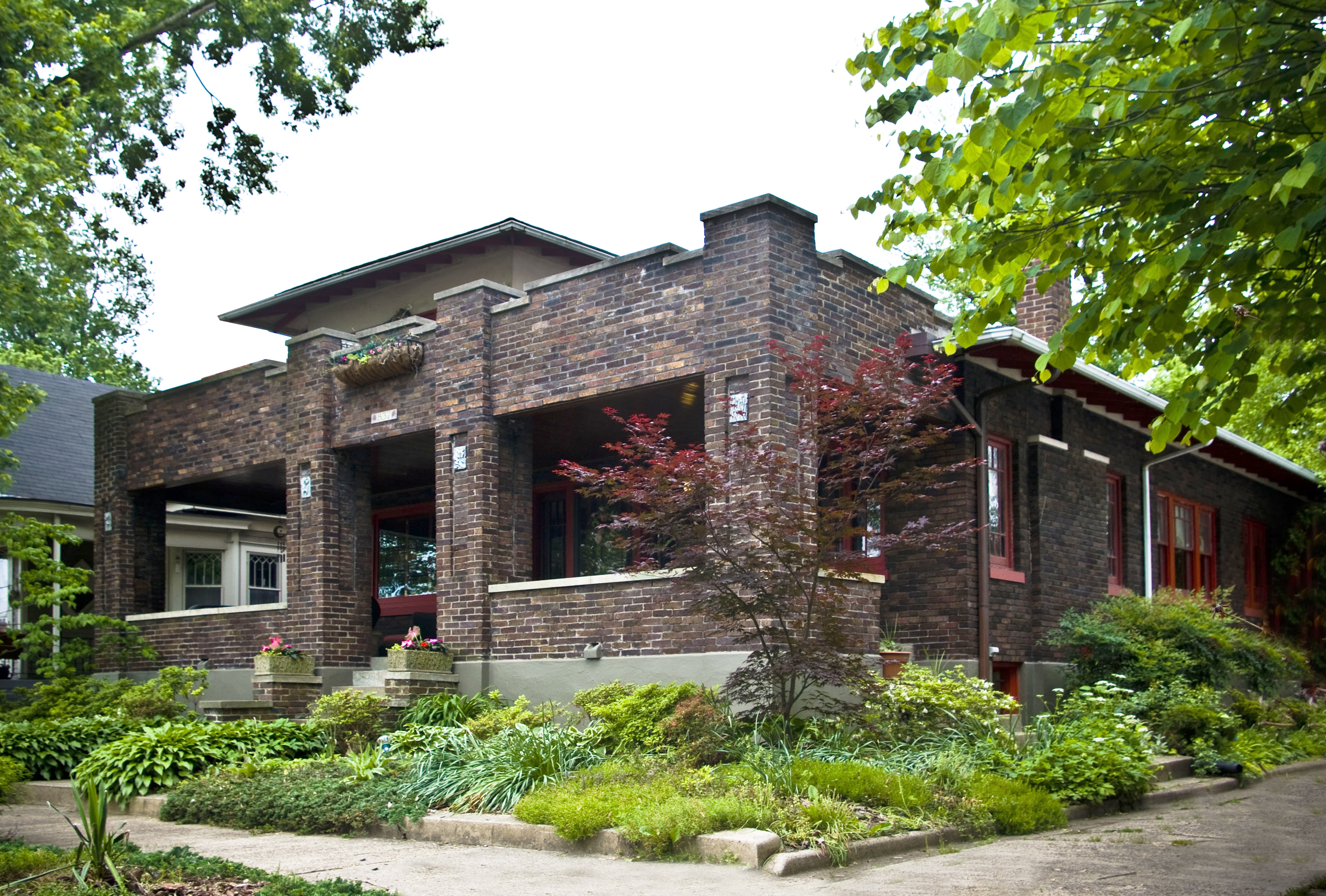
Casa de Ferdinand N. Kahler en New Albany, Indiana.

En abril de 1916, el estilo "acababa de llegar" a El Paso, Texas con una casa en el lado sur de Montana Street (ahora Avenue). La cobertura de los periódicos señaló la popularidad del estilo en California durante varios años antes, y que "la habitación en la parte superior del techo, que da nombre al bungalow, está diseñada como un dormitorio". La casa del inventor e industrial Ferdinand N. Kahler en New Albany, Indiana que fue construida alrededor de 1920, cumple con ese criterio con su dormitorio en el segundo piso, a pesar de que el diseño rectilíneo sencillo carece de frontones y voladizos, y era de ladrillo, no de madera.